# La Liberté (Paris)
Pour les articles homonymes, voir La Liberté (homonymie).
La Liberté est un quotidien qui paraît du 16 juillet 1865 au 11 juin 1940 à Paris, en France.

## Historique

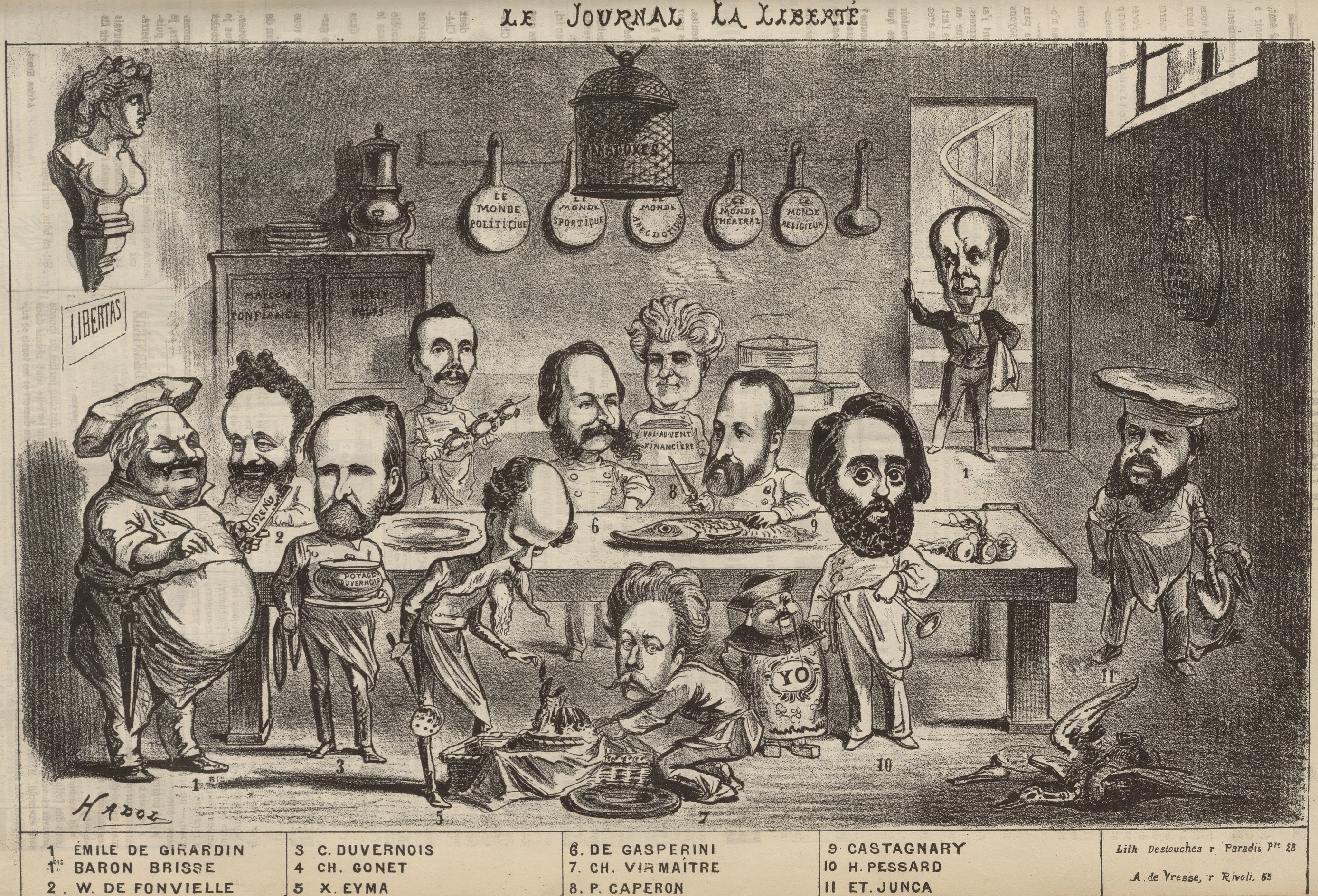
Caricature de la rédaction de la Liberté par Hadol (Le Charivari, 24 mai 1867).

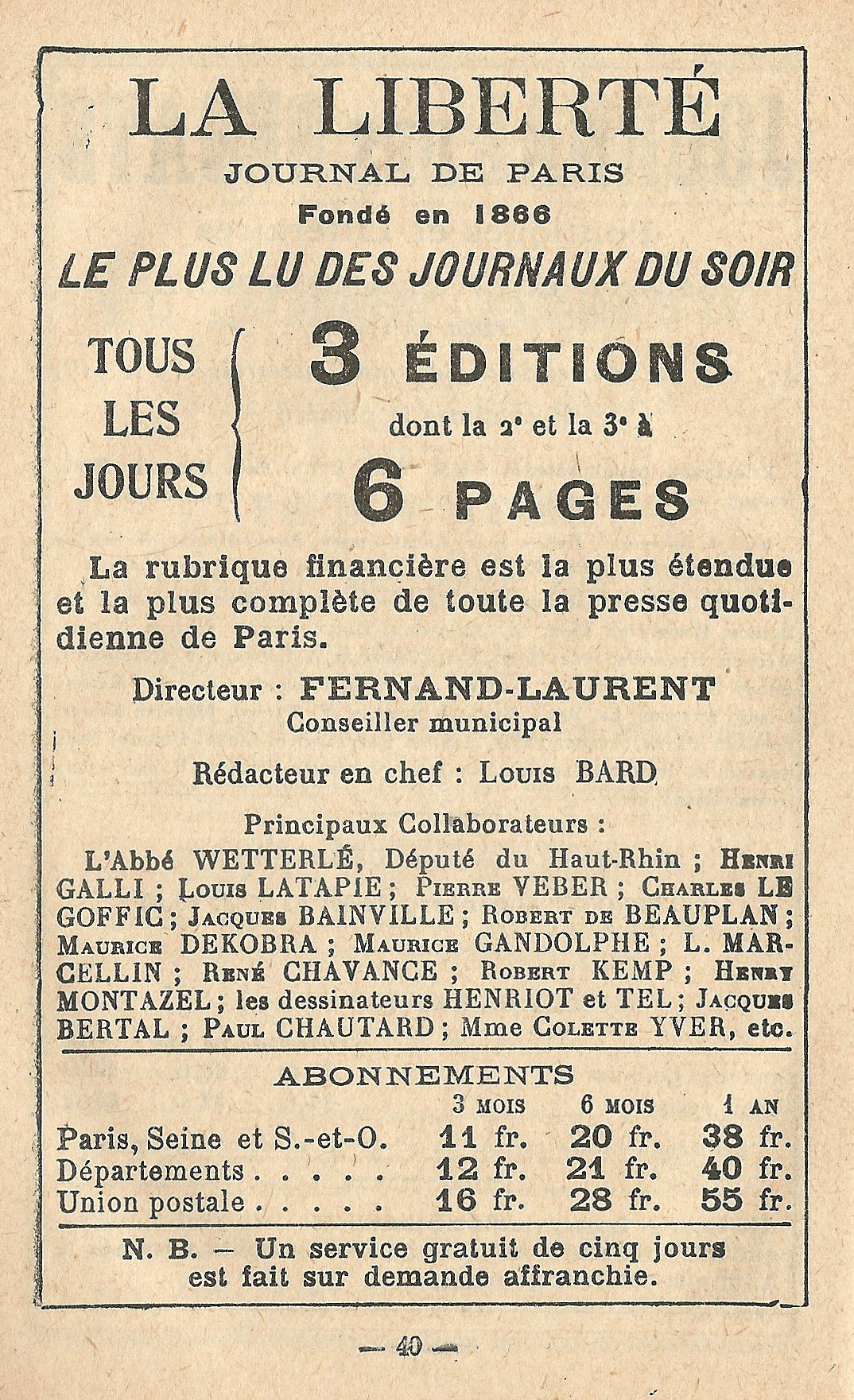
Réclame pour La Liberté, journal de Paris, de 1921.

La Liberté est un journal français fondé en 1865 par Charles Muller. En 1866, Émile de Girardin quitte La Presse et acquiert le quotidien, qu'il dirige jusqu'en 1870.
Gaston Pérodeaud y rentra en 1870 et y commit sous pseudonymes d'amusants canulars.

## Directeurs
Les directeurs de cette publication sont:
- 1866-1870 : Émile de Girardin ;
- 1870-1876 : Léonce Détroyat ;
- 1876-1889 : Louis Gal ;
- 1893-1898 : Jules Frank ;
- 1898-1920 : Georges Berthoulat[3],[4] ;
- 1920-1921 : Jean Fernand-Laurent
- 1922-1933 : Camille Aymard ;
- 1933-1937 : Désiré Ferry ;
- 1937-1940 : Jacques Doriot.

## Sources
- Revue des lectures, 15 avril 1936, "Les journaux, revues et magazines. La Liberté"
- Archives des numéros parus sur Gallica.bnf.fr.